# Hyalinobatrachium iaspidiense
Hyalinobatrachium iaspidiense é uma espécie de anfíbio da família Centrolenidae. Pode ser encontrada na Venezuela, Guiana, Suriname, Guiana Francesa, Brasil, Colômbia, Peru e Equador.